# Sławsko
Sławsko (niem. Alt Schlawe) – wieś w północnej Polsce położona w województwie zachodniopomorskim, w powiecie sławieńskim, w gminie Sławno. W pobliżu wsi znajdują się ślady starego grodziska. Patrz: Sławsko (grodzisko)
W miejscowości ma remizę jednostka Ochotniczej Straży Pożarnej włączona do krajowego systemu ratowniczo-gaśniczego.

## Nazwa i historia
Obecna nazwa została nadana miejscowości po 1945, wcześniej określanej jako Alt Schlawe (niem. = Stare Sławno). Wieś usytuowana w miejscu osady przedlokacyjnej Sławna położonej na północ od miasta. Sławno było stolicą księstwa: Wartzislaus Zlauine został wspomniany w 1186 roku, później (1200) źródła wymieniają Dobroslaua de Slauna (Dobrosławę ze Sławna). Nazwa księstwa występuje jako terre Sianie w 1222, terre Slauensis w 1223, de terra Zlauna w 1277, etc. W słowiańskim nazwa ta brzmiała Sloцno lub Sloцąvno. Łączy się ją bądź z nazwą Słowianie, bądź z rdzeniem *slov-1/*slav-, który pojawia się w wielu nazwach wodnych, oznaczał więc jakieś mokre lub położone nad wodą miejsce.
W latach 1975–1998 miejscowość administracyjnie należała do województwa słupskiego.